# Donckse Bos
Het Donckse Bos is een park dat behoort bij het huis Huys ten Donck in de Nederlandse gemeente Ridderkerk.
Het park is gelegen tussen de wijken Bolnes en Slikkerveer in de gemeente Ridderkerk. Het park werd in de 18e eeuw door de Rotterdamse burgemeester en heer van Ridderkerk Cornelis Groeninx van Zoelen (1740-1791) omgevormd van een tuin in Franse stijl, naar een park in de Engelse landschapsparkstijl. In het begin van de 20e eeuw heeft de tuinarchitect Leonard Springer het park gerenoveerd. In het park zijn nog steeds bomen te vinden die dateren uit de periode dat het park werd aangelegd. Bijzonder zijn enkele eeuwenoude beuken, eiken, Japanse notenbomen en platanen.
Het gebied bestaat uit het landgoed en de nabijgelegen buitendijkse griend. Het Huys ten Donck zelf heeft de status van rijksmonument.